# Constantin Gruiescu
Constantin Gruiescu (* 24. Juni 1945 in Godeanu, Kreis Mehedinți; † 22. Juli 2024) war ein rumänischer Boxer. Gruiescu war Bronzemedaillengewinner der Europameisterschaften 1971 und der Weltmeisterschaften 1974, Silbermedaillengewinner der Europameisterschaften 1975 und Europameister 1973. Außerdem war er Teilnehmer der Olympischen Spiele 1972 und 1976.

## Karriere
Gruiescus erste internationale Meisterschaften waren die Militärmeisterschaften des Ostblocks 1966 in Budapest. Er erkämpfte bei diesem Turnier die Bronzemedaille im Fliegengewicht (-51 kg). Im Jahr darauf errang er die Silbermedaille der Balkanmeisterschaften in Istanbul. 1969 konnte er diese Meisterschaft in Galați erstmals gewinnen. Bei den Europameisterschaften 1971 erreichte Gruiescu das Halbfinale, verlor dieses jedoch aufgrund einer Verletzung gegen den Polen Leszek Błażyński. Im Jahr darauf gewann er die Silbermedaille der Balkanmeisterschaften in Ankara, bevor er bei den Olympischen Spielen in München an den Start ging. Hier schied er jedoch bereits in der Vorrunde gegen den späteren Bronzemedaillengewinner Douglas Rodríguez, Kuba (3:2), aus. Am Ende desselben Jahres gewann er noch die Militärmeisterschaften des Ostblocks.
Bei den Europameisterschaften 1973 feierte Gruiescu seinen größten Erfolg. Mit einem Finalsieg über Vicente Rodriguez, Spanien (5:0), wurde er Europameister. 1974 folgte eine Bronzemedaille bei den Weltmeisterschaften in Havanna. Im Halbfinale verlor Gruiescu gegen den Venezolaner Alfredo Pérez. Auch im Folgejahr gewann er eine Medaille. Bei den Europameisterschaften 1975 erreichte Gruiescu das Finale, welches er jedoch gegen Wladislaw Sasypko, Sowjetunion (3:2), verlor. 1976 nahm er zum zweiten Mal an den Olympischen Spielen teil, traf aber bereits in der Vorrunde auf den späteren Olympiasieger Leo Randolph, USA, so dass er auch diesmal schon frühzeitig ausschied (4:1).
Nach diesen Olympischen Spielen beendete Gruiescu seine Karriere.